# Aeba
Aeba — немецкая блэк-метал-группа из города Киль. Основана в 1992 году под названием Eternal Suffer, которое сменило на нынешнее в 1994 году. Название группы представляет собой аббревиатуру из имён всадников апокалипсиса.

## История
Музыкальная группа Aeba была образована в 1992 году Isegrim и Schattensturm под названием Eternal Suffer. После некоторого числа репетиций и укомплектования состава, в который был включён барабанщик Nidhogg и басист Exul, группа начинает работу над своим материалом, который вылился в демозапись 1995 года The Rising. Годом ранее наименование группы меняется на нынешнее. На клавишных для демо играл гитарист Schattensturm, для концертных же выступлений приглашалась Deamonia.
В 1997 году было записано второе демо Im Schattenreich.... Оба демо имели хождение в андеграундных кругах и завоевали определённую известность. Группе поступает предложение от звукозаписывающего лейбла Last Episode Records издать второе демо на CD, участники согласились и релиз увидел свет в 1998 году. В 1999 году выходит дебютный альбом Flammenmanifest на том же лейбле. Летом 2000 года из-за идеологических разогласий и занятости уходит барабанщик Nidhogg. Не найдя ему замену следующий альбом Rebellion - Edens Asche группа записывает с использованием драм-машины.
Осенью 2001 года группа находит ударника Infernal Desaster, но в 2002 терпит потерю в лице клавишницы Daemonia. Однако уже осенью её место заменяет Hellischer.
7 сентября 2013 года группа дала финальный концерт и 16 сентября объявила на официальном сайте о прекращении своего существования.

## Состав

### Последний состав
- Isegrim — вокал (1992—2013)
- Schattensturm — гитара (1992—2013)
- Xsaahr — гитара (2005—2013)
- Exul — бас (1995—2013)
- Infernal Desaster — ударные (2001—2013)

### Бывшие участники
- Nidhogg — ударные (1992—2001)
- Stephanie/Daemonia — клавишные (1996—2002)
- Hellisher — клавишные (2002)

## Дискография
- 1995 — The Rising (демо)
- 1997 — Im Schattenreich… [1] (демо)
- 1999 — Flammenmanifest [2]
- 2001 — Rebellion - Edens Asche [3][4][5]
- 2004 — Shemhamforash - Des Hasses Antlitz [6][7][8][9]
- 2008 — Kodex V [10][11][12]
- 2012 — Nemesis - Decay Of God's Grandeur [13]